# Turgor

Osmotische Zustände einer Pflanzenzelle (Plasmolyse)

Als Turgor, auch Turgordruck, wird in Pflanzenphysiologie und Zellbiologie der Druck des Zellsafts auf die Zellwand bezeichnet. In der Tierphysiologie wird unter Turgor die normale Spannung der Haut verstanden, die vor allem vom Wassergehalt bestimmt wird.
Ist der osmotische Wert in der Zelle höher als im umgebenden Apoplasten, nimmt sie durch  Deplasmolyse Wasser auf. Der in ihrem Inneren ansteigende Druck spannt die umgebende Zellwand. Aufgefangen wird der Turgor durch den elastischen Wanddruck, der ihm entgegenwirkt. Hat der Turgor seinen größtmöglichen Wert, so spricht man von voller Turgeszenz oder von einer voll turgeszenten Zelle. Ist dagegen der osmotische Wert des umgebenden Milieus größer als im Zellsaft (hypertonisches Milieu), nimmt der Turgor ab und der Protoplast löst sich von der Zellwand (→ Plasmolyse). Auf dem Zusammenspiel von Turgor und Wanddruck beruht die Festigkeit krautiger, nichtverholzter Pflanzen.

## Turgor und Wasserpotenzial
Der osmotische Wert trägt über den negativen osmotischen Druck (als „osmotisches Potenzial“) zum Wasserpotenzial bei. Der Unterschied des Wasserpotenzials zwischen Zelle und ihrer Umgebung bestimmt, ob die Zelle Wasser aufnimmt oder abgibt. Wasser bewegt sich in Richtung des negativeren Potenzials; dabei hat reines Wasser den höchstmöglichen Wert, nämlich 0. Gelöste und kolloidal vorliegende Substanzen erhöhen den osmotischen Wert des Zellsafts und verringern das Wasserpotenzial der Zelle. Ist dieses niedriger als das Wasserpotenzial des umgebenden Milieus, fließt Wasser durch Plasmamembran und Tonoplast in den Protoplasten und vergrößert so den Turgor. Bei voller Turgeszenz erreicht das Wasserpotenzial der Zelle oder des Gewebes den Wert 0, bei dem kein Wasser mehr aufgenommen werden kann. Dieser Zustand wird jedoch selten erreicht, da der Transpirationssog in der Pflanze das Wasserpotenzial im Apoplasten verringert.
Der Turgor in Pflanzenzellen liegt bei 0,07 bis zu 4 Megapascal.

## Wirkungen des Turgors
Drüsengewebe können mithilfe des Turgors Sekrete absondern. Durch Änderungen des Turgors der Schließ- oder Nebenzellen kann die Pflanze den Öffnungszustand der Stomata (Spaltöffnungen) kontrollieren. Die durch Erschütterung hervorgerufenen Blattbewegungen (Nastien) der Mimose beruhen ebenfalls auf lokalen Turgoränderungen. Manche Pflanzen (Saftdruckstreuer) verbreiten ihre Samen mit Hilfe von Turgorschleuder- (Springkräuter) oder Turgorspritzmechanismen. Dabei können Drücke bis zu 1,5 Megapascal (ca. 15 Bar) und Reichweiten bis zu 12 Meter (Spritzgurke) erreicht werden.
Der Wurzeldruck auf die Umgebung (verursacht durch Turgor) ist eine der Ursachen für physikalische Verwitterung von Gesteinen.